# Argyrie
Argyrie (von altgriechisch ἄργυρος argyros, deutsch ‚Silber‘) ist eine irreversible, schiefergraue oder auch grau-bläuliche Verfärbung von Haut und Schleimhäuten, die durch Einnahme von Silber (als metallisches Silber, Silberstaub, kolloidales Silber, silberhaltigen Medikamenten oder Silbersalzen) hervorgerufen wird und als Krankheit zu den Dyschromien gezählt wird. Die Argyrie kann sowohl generalisiert als auch lokal als Argyrose vorkommen. Die Argyrie scheint, nach einem „Höhepunkt“ zu Beginn und Mitte des 20. Jahrhunderts, inzwischen zu einer eher seltenen Krankheit geworden zu sein. Die Argyrie wird manchmal mit dem Begriff Agyrie verwechselt.
Der Begriff Argyrie geht auf den deutschen Arzt Johann Abraham Albers aus Bremen zurück, der den Begriff 1816 einführte.

## Die generalisierte Form der Argyrie

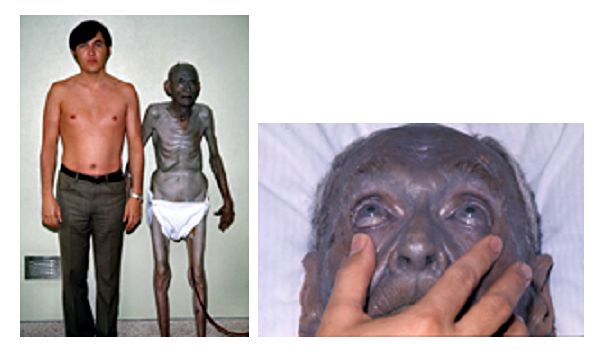
Generalisierte Form der Argyrie

Bei der generalisierten Form der Argyrie ist die gesamte Hautoberfläche von der Verfärbung betroffen, insbesondere in Bereichen, die dem Sonnenlicht ausgesetzt waren.
In der Vergangenheit wurde die Argyrie unter anderem nach Einnahme silberhaltiger Nasentropfen, silberhaltiger Medikamente, silberhaltiger Raucherentwöhnungstabletten, Silberstäuben, silberhaltiger Lutschbonbons und kolloidalem Silber beobachtet. Berufliche Exposition mit Silbersalzen oder Silberstäuben war in der Vergangenheit ebenfalls Ursache für eine Argyrie. Die Graufärbung der Haut ist durch die durch Licht beeinflusste Einlagerung von silberhaltigen Granuli bedingt. In diesen Granuli wurde mehrfach Silbersulfid nachgewiesen. Die Silberablagerungen befinden sich in der Haut, vor allem an Stellen, die dem Sonnenlicht ausgesetzt waren. Besonders in der Nähe der Schweißdrüsen, aber auch der Basalmembran finden sich bei Argyrikern diese silberhaltigen „Körnchen“. Aber auch in anderen Organen kann Silber abgelagert werden. Neben den Ablagerungen kommt es auch zu einer verstärkten Melaninsynthese, die die Hautverfärbung mit beeinflusst. Die oberste Hautschicht, die Epidermis, ist von den Silberablagerungen nicht betroffen. Die regelmäßige Erneuerung der Epidermis kann also nicht zu einer Abnahme der Verfärbungen beitragen.
Um eine generalisierte Argyrie zu verursachen, bedarf es hoher Mengen von Silber. Die kumulierte Aufnahme von mehr als einem Gramm Silber kann nach einer Veröffentlichung der US-Umweltschutzbehörde EPA bereits zur Argyrie führen. Ältere Angaben aus der Fachliteratur gehen von minimalen Mengen von 1,5 bis 1,8 Gramm aus.
Die Argyrie ist von einer akuten Silberintoxikation zu unterscheiden und es gibt bisher nur sehr wenige andere Symptome neben der Hautverfärbung, die wissenschaftlich im Zusammenhang mit der Argyrie beschrieben wurden. Dazu zählen die Nachtblindheit sowie Nierenversagen. Eine der ersten Verfärbungen, die bei der Argyrie beobachtet werden, ist die der Lunulae der Fingernägel.

## Die Argyrose
Die Argyrose ist die der Argyrie entsprechende lokal begrenzte Einlagerung von Silber, meist im Auge. Lokale Verfärbungen durch Silber wurden bei silbernen Ohrringen, silberhaltiger Schminke, lokaler Silbernitratanwendung, lange Zeit im Gewebe belassenen silbernen Akupunkturnadeln und bei der Anwendung von silberhaltigen chirurgischen Nahtmaterialien beobachtet. Da Silber bei entsprechender Einwirkzeit auch antimikrobielle und geringe antivirale Eigenschaften hat, wird es zur Unterstützung der Wundheilung eingesetzt und hohe Silberkonzentrationen im Wundbereich haben in der Vergangenheit in seltenen Fällen zu einer lokalen, aber bleibenden Verfärbung geführt.
Amalgam-Tattoo (engl. amalgam tattoo) oder Schleimhaut-Tätowierung werden seltene Verfärbungen des Zahnfleisches genannt, die darauf zurückgeführt werden, dass Amalgampartikel (auch Silber enthaltend, dann auch als Silberamalgam bezeichnet) bei Zahnbehandlungen unter Einsatz von Bohrern in verletztes Zahnfleisch eingebracht werden und dann zu lokalen Verfärbungen führen können.

## Therapie
Eine befriedigende Therapie dieser Krankheit (die ein erhebliches und stigmatisierendes kosmetisches Problem für die Betroffenen darstellt) ist nicht bekannt.